# Ploskonosí

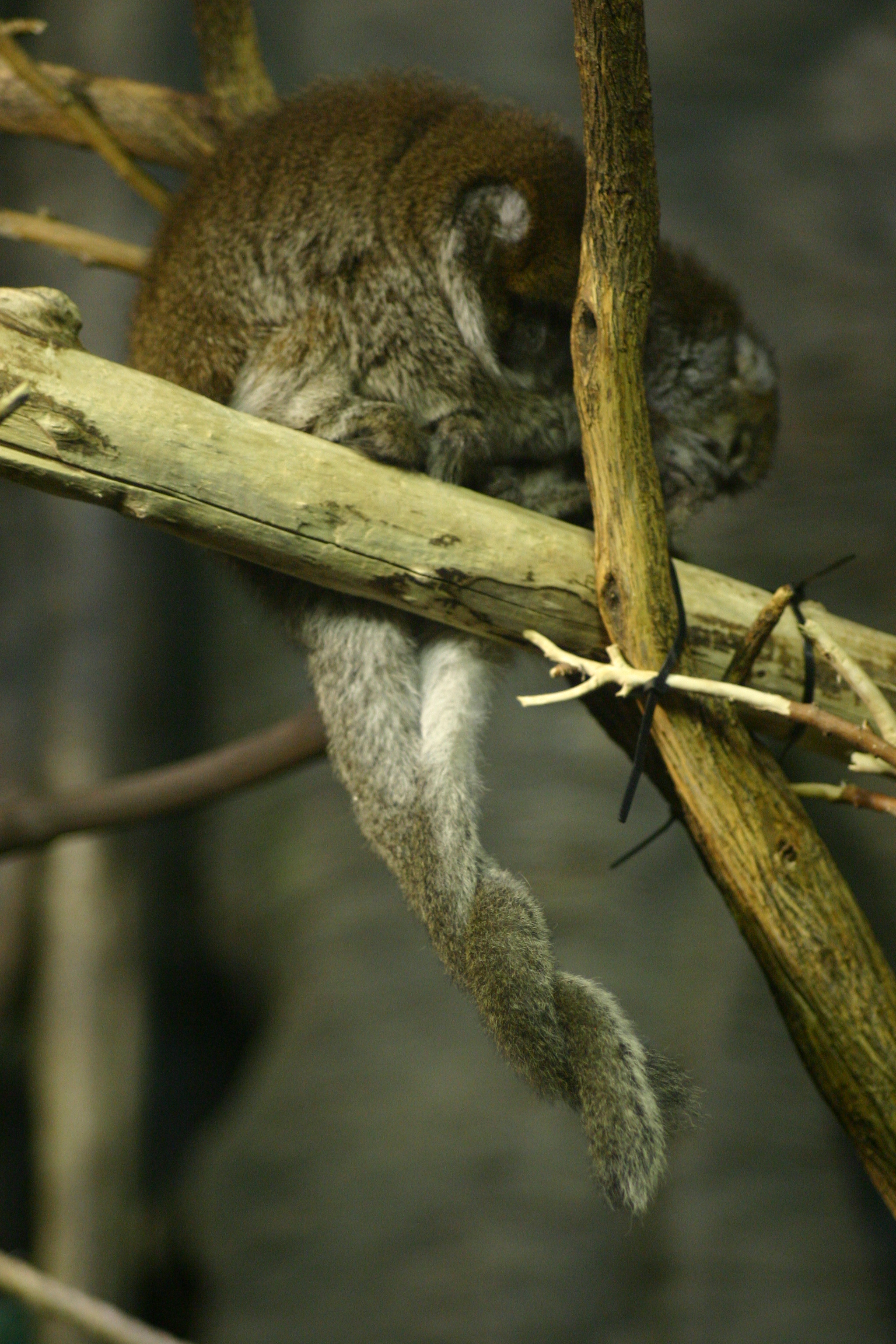
Párek titi bělouchých (Callicebus donacophilus)

Ploskonosí (Platyrrhini, Ceboidea), nebo také opice ploskonosé nebo opice Nového světa, je jedno ze dvou oddělení infrařádu opic (Simiiformes). Druhým je úzkonosí, opice úzkonosé, neboli opice Starého světa. Někdy je pro zařazení ploskonosých a úzkonosých používán taxon parvorder nebo falanx, zde je použito české pojmenování oddělení.

## Rozšíření
Ploskonosé opice obývají hlavně tropy a subtropy Jižní a Střední Ameriky. Nejvíce jich lze nalézt v povodí řeky Amazonky, kde jsou nejrozsáhlejší lesní porosty s rozmanitou vegetací umožňující opicím snadnou obživu. Některé druhy našly svůj domov i vysoko na svazích And.

## Historie evoluce
Ploskonosé opice patří do řádu primátů, jehož nejstarší historie začíná pravděpodobně před 60 mil. let v pozdním paleocénu. Fosilní nálezy infrařádu opic pocházejí z období před 40 mil. let, ze středního eocénu. Zhruba před 25 mil. let dochází k rozdělování prakontinentu a Jižní Amerika se začíná vzdalovat od Afriky, od této doby začíná oddělený vývoj opic Nového i Starého světa, vyvíjejí se ploskonosé opice.

## Popis
Jsou to opice rozličných velikostí, od kosmana zakrslého velikého okolo 15 cm po chápanovité měřící až 90 cm a vážící okolo 10 kg. Od svých příbuzných úzkonosých se na první pohled liší širokou nosní přepážkou mezi nozdrami směřujícími do stran. Při čelním pohledu, odmyslíme-li různá ochlupení, vypadá jejich hlava širší, při bočním je zase protáhlejší. Mají dobrý zrak a prostorové vnímání, až na mirikinovité vidí barevně. Sluch mají také dobrý, pouze čich je redukovaný. Samice má jeden pár prsních bradavek a zjevný menstruační cyklus.
Dalším významným znakem je mohutný ocas, u mnoha rodů je chápavý, s hmatovou plochou, nejvíce je tato vlastnost rozšířena u chápanovitých, kteří jej používají jako pátou končetinu a také ještě u malpovitých. Nutno zmínit i vřešťany, kteří díky hrdelnímu rezonátoru jsou považování za jedny z nejhlasitějších živočichů. Téměř všechny ploskonosé opice, až na kosmanovité, mají na rozdíl od úzkonosých, tj. i od lidí, 36 zubů, zubní vzorec je 2,1,3,3 (2 řezáky 1 špičák, 3 třenové zuby a 3 stoličky).

## Životní projevy
Jsou to všežravci s různou převahou rostlinné nebo živočišné potravy v závislosti na druhu i místě výskytu. Výjimkou jsou pouze vřešťani, kteří jsou typičtí vegetariáni. Až na mirikinovité jsou denními živočichy. Svůj život více méně tráví na stromech kde si hledají potravu i nocují, na zem slézají málokdy. Po větvích se pohybují hbitě po čtyřech končetinách a dobře skáčou. Na prstech mají nehty, někdy i dlouhé, za jejíchž pomoci dobře šplhají i ty druhy, které nemají palec postavený proti ostatním prstům.
Žijí v různě velkých skupinách s rozdílně rozvinutou strukturou a komunikují pomoci gest, mimiky a hlavně hlasem. Používají pro značkování svých území i výměšky pachových žláz nebo moč. Vyskytují se různorodé způsoby soužití, nikdy však dospělí samci nebo samice nežijí osamoceně. Některé druhy jsou monogamní (např. mirikinovití) kde samec žije se samici a mláďaty. Většina je však polygamních, ti žijí v tlupách s různým počtem samců a samic, například tlupy kotulů mívají i stovku zvířat. Ploskonosí jsou ve srovnání s úzkonosými považováni za vývojově méně úspěšné.

## Taxonomie
Oddělení ploskonosých opic se podle odlišných autorů dělí na 4 až 5 čeledí. Na základě moderní kladistické klasifikace došlo hlavně k osamostatnění bývalých podčeledí malpovitých.
- Ploskonosí (Platyrrhini)

```
    │
    ├── čeleď 
malpovití
 (Cebidae)
    ├── čeleď 
chápanovití
 (Atelidae)
    ├── čeleď 
kosmanovití
 (Callitrichidae)
    ├── čeleď 
mirikinovití
 (Aotidae)
    └── čeleď 
chvostanovití
 (Pitheciidae)
```